# Ausbürgerung Wolf Biermanns
Die Ausbürgerung Wolf Biermanns aus der DDR erfolgte im November 1976. Sie bedeutete einen tiefen Einschnitt in die Kulturgeschichte der DDR.

## Vorgeschichte
Wolf Biermann war 1953 als Sechzehnjähriger von Hamburg nach Ost-Berlin übergesiedelt. Er wurde dabei maßgeblich von Margot Feist, der späteren Ehefrau von Erich Honecker, unterstützt, die als Mädchen einige Jahre in seiner Familie gelebt hatte. Er wurde Mitglied der FDJ und danach Kandidat der SED. Er verfasste in den folgenden Jahren Lieder und Lyrik, zuerst apolitisch und systemkonform, später zunehmend kritischer.
1964 hatte er seinen ersten Gastauftritt in der Bundesrepublik. 1965 erhielt Wolf Biermann, wie andere Künstler auch, nach dem 11. Plenum des ZK der SED, Auftritts- und Veröffentlichungsverbot in der DDR. Danach veröffentlichte er mehrere Bücher und Schallplatten in der Bundesrepublik. 
1971 erhielt Wolf Biermann eine Einladung zur Premiere seines Stückes Der Dra-Dra nach Göteborg. Der Minister für Staatssicherheit Erich Mielke und weitere Verantwortliche planten, ihm danach die Staatsbürgerschaft der DDR zu entziehen und seine Wiedereinreise zu verhindern. Wolf Biermann verzichtete auf die Reise.

## Konzert in Köln
Am 21. September 1976 erhielt Biermann vom Vorstand der IG Metall eine Einladung zu einer Konzertreise in die Bundesrepublik. In Bochum wurden über 10.000 Unterschriften gesammelt, die eine Ausreisegenehmigung für ihn forderten. Diese wurde dann von den DDR-Behörden erteilt.
Über die geplanten Konzerte wurde vorab in der Frankfurter Allgemeinen Zeitung und in weiteren westlichen Medien informiert.
Am 13. November 1976 fand das erste Konzert von Wolf Biermann in der Kölner Stadthalle vor etwa 7000 Zuschauern statt. Es wurde vom Westdeutschen Rundfunk (WDR) in seinem Rundfunkprogramm Radiothek in voller Länge live übertragen.

## Politische Reaktionen
Am 16. November beschloss das Politbüro der SED auf Vorschlag von Erich Honecker die Ausbürgerung Wolf Biermanns. Am Nachmittag wurde dies von der staatlichen Nachrichtenagentur ADN bekanntgegeben und am Abend in der Aktuellen Kamera verlesen. Begründet wurde dies mit „grober Verletzung der staatsbürgerlichen Pflichten“ nach § 13 des Staatsbürgerschaftsgesetzes der DDR. Am 17. November veröffentlichte das Zentralorgan der SED Neues Deutschland dieselbe Meldung sowie einen längeren polemischen Kommentar von Günter Kertzscher (Dr. K.) dazu. In vielen westlichen Medien wurde ausführlich darüber berichtet.
Das WDR Fernsehen strahlte am 17. November einen etwa zweistündigen Ausschnitt des Konzertes in seinem 3. Programm aus. Am Abend des 19./20. November sendete die ARD in ihrem ersten Programm das Konzert in voller Länge. Dieses war das erste Mal, dass die meisten DDR-Bürger Wolf Biermann in einem Konzert hören und sehen konnten.

## Proteste und Zustimmungen
Der prominenteste Regimekritiker Robert Havemann und der Schriftsteller Jürgen Fuchs erklärten bereits kurz nach Bekanntwerden der ADN-Meldung am 16. November ihren Protest gegen die Ausbürgerung in mehreren Interviews für westliche Medien. Robert Havemann veröffentlichte danach einen offenen Brief an Erich Honecker im Spiegel.
Am 17. November trafen sich die bekannten Schriftsteller Christa und Gerhard Wolf, Günter Kunert, Sarah Kirsch, Heiner Müller, Jurek Becker, Franz Fühmann, Stefan Heym, Rolf Schneider, Volker Braun, Erich Arendt und der Bildhauer Fritz Cremer bei dem Schriftsteller Stephan Hermlin in Ost-Berlin.
Sie einigten sich auf einen Offenen Brief, dessen Entwurf der Gastgeber verfasst hatte. Dieser war auf Bitten von Fritz Cremer etwas abgemildert worden. Im Text des Offenen Briefs hieß es, ein sozialistisches Staatswesen müsse einen unbequemen Dichter wie Biermann gelassen ertragen können. Sie beriefen sich dabei auf einen klassischen Text von Karl Marx, Der achtzehnte Brumaire des Louis Bonaparte, in dem es heißt: „Proletarische Revolutionen … kritisieren sich ständig selbst“. Man distanziere sich von „Versuchen, die Vorgänge um Biermann gegen die DDR zu mißbrauchen“. Biermann selbst habe nie einen Zweifel daran gelassen, „für welchen der beiden deutschen Staaten er, bei aller Kritik, eintritt“. Im Schlusssatz formulierten die Autoren deutlich: „Wir protestieren gegen die Ausbürgerung“ und fügten hinzu, sie bäten darum, diese Maßnahme zu „überdenken“. Das Verb „bitten“ war nach den Aussagen etwa des Zeitzeugen Karl-Heinz Jakobs auf Cremers Anregung in den Text gerückt anstelle des ursprünglichen „fordern“.
Der Text wurde an das Neue Deutschland überbracht, mit Bitte um Veröffentlichung. Gleichzeitig erhielten ihn die britische Nachrichtenagentur Reuters und die französische AFP mit einer Sperrfrist bis 17 Uhr. Danach wurde die Erklärung durch viele westliche Medien verbreitet. In den nächsten Tagen erklärten sich über 100 weitere Künstler mit ihr solidarisch.
Auch in der Bevölkerung gab es zahlreiche Proteste.
Im Neuen Deutschland und weiteren DDR-Tageszeitungen erschienen dagegen in den nächsten Tagen einige Erklärungen von SED-Kulturfunktionären, Künstlern, Wissenschaftlern, Arbeitern und weiteren Personen, die die Ausbürgerung begrüßten oder billigten. Darunter waren bekannte Persönlichkeiten wie der Regisseur Konrad Wolf, die Theaterintendantin Ruth Berghaus, die Schauspieler Vera Oelschlegel, Hans-Peter Minetti, Wolfgang Heinz, die Schriftsteller Hermann Kant, Gerhard Holtz-Baumert, Günter Görlich, der Maler und Präsident des Verbandes Bildender Künstler Willi Sitte und der Komponist Paul Dessau, ebenso der Sänger Ernst Busch. Die Präsidentin des Schriftstellerverbands der DDR Anna Seghers erklärte, sie habe die Protestresolution entgegen anderslautenden Meldungen nicht unterschrieben.
Heiner Müller, der zu den Erstunterzeichnern des Offenen Briefs gehört hatte, schrieb der SED-Bezirksleitung Berlin später, er distanziere sich „von der Umfälschung der Meinungsverschiedenheit über die Lösung eines ideologischen Problems in eine Konfrontation durch die kapitalistischen Medien“.
Auch in der Bundesrepublik gab es Proteste. Mehrere Dutzend DKP-Mitglieder (der Schwesterpartei der SED) unterzeichneten eine Protesterklärung gegen die Ausbürgerung.

## Folgen
Für die meisten Unterzeichner der Protesterklärung gab es bald danach erhebliche Konsequenzen.
Fritz Cremer wurde genötigt, seine Unterschrift wieder zurückzuziehen, ebenso Uschi Brüning. Der Schriftsteller Jürgen Fuchs und die Musiker Gerulf Pannach und Christian Kunert von der bekannten Rockgruppe Renft wurden schon am 19. bzw. 21. November verhaftet und erst ein knappes Jahr später in die Bundesrepublik entlassen. Robert Havemann und seine Familie wurden am 26. November 1976 unter Hausarrest gestellt und durften ihr Grundstück erst wieder im Mai 1979 verlassen. Gerhard Wolf und weitere Unterzeichner wurden aus der SED ausgeschlossen, gegen weitere wurden Parteistrafen verhängt. Einige Schauspieler erhielten Aufführungsverbote oder wurden von ihren Theatern entlassen.
Einige weniger bekannte Personen, die gegen die Ausbürgerung protestiert hatten, wurden inhaftiert oder mit Strafverfahren verfolgt.
Über hundert Künstler und Schriftsteller verließen danach die DDR, darunter Günter Kunert, Thomas Brasch, Klaus Schlesinger, Bettina Wegner, Sarah Kirsch, Kurt Bartsch, Katharina Thalbach, sowie etwas später Manfred Krug, Eva-Maria Hagen, Nina Hagen, Armin Mueller-Stahl, Angelica Domröse und Hilmar Thate. 1979 kam es nach den Strafverfahren gegen Stefan Heym zu weiteren Ausreisen von Künstlern.